# Владислав Реймонт
Владѝслав Станѝслав Рѐймонт (на полски: Władysław Stanisław Reymont, истинската му фамилия е Реймент) е полски писател, Нобелов лауреат за литература през 1924 година.

## Биография
Роден е на 7 май 1867 г. в село Велке Кобеле, Радомски окръг, Лодзко войводство, в дребнобуржоазно семейство. Баща му, Юзеф Реймент, е селски органист и с много труд успява да изхранва семейството си, в което има девет деца. Когато Владислав завършва трети клас, го дават да се учи при чичо си, шивач във Варшава, и скоро Реймонт става добър помощник-майстор. След известно време е интерниран от Варшава под домашен надзор за участие в стачка в Лодз, но суровата дисциплина на баща му и фанатичната набожност неговата майка-католичка Антонина (Купчинска) Реймент принуждават юношата да избяга от къщи и да стане актьор в странстваща театрална трупа. Макар че свободният артистичен живот му харесва, а впечатленията след време ще му послужат за литературното творчество, след като се убеждава, че от него няма да стане актьор, Реймонт напуска трупата след 1 година.
В продължение на няколко години Реймонт, за огорчение на родителите си, се опитва безуспешно да си намери занимание по душа, дори се подстригва за монах и живее няколко месеца в Ченстоховския манастир. В края на краищата става с помощта на баща си железопътен ревизор, а в свободното си време, каквото има достатъчно, чете много. Към четенето бъдещият писател се пристрастява от ранното си детство, още като малък той неведнъж бяга с роман или с том стихове в гората или на полето, за да забрави за заобикалящия го тежък живот. Въпреки че не получава системно образование, Реймонт е начетен човек, познава не само полската класика, но и английската и френската литература от ХІХ век.
Заплатата на железопътен ревизор е скромна, но Реймонт има свой малък дом до селската теснолинейка, където през свободното си време започва да пише. „Какво ли не съчинявах – спомня си писателят, – драми, предълги романи, разкази, стихотворения, а след това безжалостно късах всичко и го изгарях“. От написаното през този период са се запазили само 6 новели, които Реймонт изпраща във Варшава на познат критик. Новелите били харесани и през 1893 г. са напечатани във варшавски ежеседмичник. Примерно по същото време Реймонт губи работата си, но, ободрен от литературния си успех, заминава за Варшава. В началото начинаещият писател трудно свързва двата края, докато не получава предложение от едно варшавско списание да напише статия за ежегодното поклонничество в Ченстохова – важно събитие в полския обществен живот. Така се появява имащият голям успех художествено-документален репортаж „Поклонничество в Ясна Гура“ („Pielgrzymka do Jasney Gory“, 1894 г.)
През 1896 г. първият, вдъхновен от биографични мотиви, роман на Реймонт „Комедиантката“ („Komediantka“), разказ за млада жена, актриса от бродеща трупа, която се стреми към славата. Във „Ферменти“ („Fermenty“, 1897 г.), продължение на „Комедиантката“, героинята Янка се мести от града на село; нейното пътуване с влака символизира стремежа да намери себе си, да се изтръгне от света на условностите.
В романа „Обетована земя“ („Ziemia obiecana“, 1899 г.) Реймонт се отказва от натуралистичните и символичните елементи на първите си книги и избира реалистичния маниер, за да изобрази безжалостния свят на индустриализацията. В „Обетована земя“, както отбелязва американският критик от полски произход Йежи Кшижановски, писателят „се проявява като зрял майстор, свободно владеещ техниката на писането и способен да използва тази техника за създаване на значително по идеи и мащаби произведение“. Този „роман без герой“ рисува бита и разказва за машинациите на текстилните магнати в Лодз. В романа, показващ хищническата природа на капитализма, главен герой е градът.
През 1900 г. Реймонт попада в железопътна авария и получава тежки травми, заради които цяла година лежи неподвижен. Но паричната компенсация, изплатена от железопътното управление, осигурява на писателя финансова независимост и му дава възможност да се посвети изцяло на литературата.
По време на болестта си Реймонт започва да работи над романа „Селяни“ („Chlopi“), разказващ за живота на полското селячество и смятан за основно произведение на автора. Първият от четирите тома на романа се появява през 1902 г., когато писателят отива в Париж с жена си Аурелия Шацшнайдер, за която се жени през 1900 г., а последният през 1909 г. В този роман-хроника е описан животът на селяните, познат на Реймонт от детството му, като широката картина на селския бит е сравнима по мащаби и колоритност с произведенията на Томас Харди и Емил Зола. Историята за бащата и сина, обикнали една и също жена, Ягна, е написана с високия стил на лирическата проза, придаващ на реалистичното повествование митически характер. От гледна точка на американския критик Джозеф Ууд Крач персонажите на Реймонт са „в известен смисъл повече, а в известен смисъл по-малко от личности; той вижда в тях природно явление, част от огромното цяло... в неговото единение с природата има нещо пантеистично“. „Селяни“ е произведение дълбоко полско по дух и колорит и заедно с това поразява със своята универсалност. Въпреки известната си разлатост, многословие и недостатъци в композицията, романът е преведен на няколко езика и донася на писателя международна известност.
След романа „Селяни“ Реймонт пише още много книги, но не успява да повтори успеха си. Сред последните произведения на писателя трябва да се отбележи романът „Мечтател“ („Marzyciel“, 1910 г.), вдъхновен от спомените на Реймонт за това как е търсил мястото си в живота, както и готическият роман „Вампир“ („Wampir“, 1911 г.)
През 1914 г. Реймонт се връща в Полша и по време на Първата световна война остава в родината си. Тогава пише „1794 година“ („Rok 1794“, 1914 – 1918 г.), тритомен исторически роман за въстанието срещу пруското и руското владичество начело с полския патриот генерал Тадеуш Костюшко. Два пъти, през 1919 и 1920 г., Реймонт пътува до Съединените щати, а като се връща в Полша, се заселва в имението си в Колачково.
След смъртта на писателя популярността му на Запад спада, произведенията му са известни преди всичко на специалистите. Въпреки това в полската литература Реймонт заема важно място. Много изследователи споделят гледната точка на английския критик Мартин Сеймор-Смит, който смята, че в романа „Селяни“ „селският бит е изобразен превъзходно“ и че творчеството на Реймонт „заслужава внимателно проучване извън пределите на Полша“.

## Творчество
- Комедиантка, „Komediantka“ (1896)
- „Fermenty“ (1897)
- „Обетована земя“ (1898)
- Селяни, „Chłopi“ (1904 – 1909)
- „Rok“ (1914 – 1919)
- „Wampir“ (1911)
- „Bunt“ (1924)